# 普贤塔
普贤塔位于中国广西壮族自治区桂林市象山区象山景区内象鼻山顶。远看如同插在象背宝剑的剑柄，故又称“剑柄塔”；又像宝瓶，故也称“宝瓶塔”。该塔建于明代，为实心的喇嘛氏砖塔，通高13.6米。塔座为双层八角形，第二层正北镶嵌青石一块，刻有南无普贤菩萨像，故名“普贤塔”。塔身呈宝瓶形状。塔顶有圆形伞盖，二重相轮。清咸丰二年（1852年），驻守山下云峰寺的太平军曾在该塔下架设炮台攻城。1966年公布为桂林市文物保护单位。2000年7月19日公布为第五批广西壮族自治区文物保护单位。